# Alix Marie de Ligne
Alix Marie de Ligne, née le 3 juillet 1984 à Bruxelles (Belgique), est une princesse de la maison de Ligne, fille de Michel de Ligne et Eleonora d'Orléans-Bragance. Apparentée à la famille impériale brésilienne, elle porte aussi le titre de « comtesse Guillaume de Dampierre » depuis son mariage en 2016. Elle a été l'héritière de la maison de Ligne depuis sa naissance en 1984 jusqu'à celle de son frère en 1989.

## Biographie

### Éducation et formation
Elle a étudié dans des internats catholiques belges puis l'ingénierie dans une université belge.

### Crash du vol 447
En 2009, la princesse Alix a failli être impliquée dans l'accident du vol 447 d'Air France, parce qu'elle devait voyager avec son cousin Pedro Luiz d'Orléans-Bragance. Cependant, elle n'a pas pu obtenir de place sur le même vol et a fini par voyager sur un autre, quelques heures plus tôt.

## Mariage et descendance
Elle s'est mariée le 18 juin 2016 au château de Belœil au comte Guillaume de Dampierre, né à Paris le 4 mai 1985, issu d'une famille de la noblesse française, les Dampierre. Il est le fils du comte Audoin de Dampierre et de Roselyne Alvar de Biaudos de Castéja,,,,.
Au mariage assistent des invités de marque tels que : la reine Mathilde de Belgique, Maria-Laura de Belgique, Raphaël d'Orléans-Bragance, Marie-Gabrielle d'Orléans-Bragance, Henri de Ligne et d'autres membres de familles royales,,.
Le couple a deux enfants :
- Olympia de Dampierre (née à Rio de Janeiro le 21 décembre 2017) ;
- Guy Audoin de Dampierre (né à Rio de Janeiro le 16 septembre 2019).

Depuis 2016, elle ne figure plus dans l'ordre de succession à l'ancien trône du Brésil en raison de son mariage morganatique.

## Titres
- 3 juillet 1984 - 1er mars 1989 : Son Altesse la princesse héréditaire de Ligne
- 1er mars 1989 - 18 juin 2016 : Son Altesse la princesse Alix Marie de Ligne[12]
- Depuis le 18 juin 2016 : Son Altesse la princesse Alix Marie de Ligne, comtesse Guillaume de Dampierre